# STS-115
STS-115 (englisch Space Transportation System) ist die Missionsbezeichnung für einen Flug des US-amerikanischen Space Shuttles Atlantis (OV-104) der NASA. Der Start fand am 9. September 2006 statt. Es war die 116. Space-Shuttle-Mission und der 27. Flug der Raumfähre Atlantis. Dieser 19. Flug einer US-Raumfähre zur Internationalen Raumstation (ISS) war der erste operationelle Shuttle-Flug seit der Columbia-Katastrophe und dem weiteren ISS-Ausbau gewidmet.

## Mannschaft
- Brent Jett (4. Raumflug), Kommandant
- Christopher Ferguson (1. Raumflug), Pilot
- Steven MacLean ( CSA/ Kanada)(2. Raumflug), Missionsspezialist
- Daniel Burbank (2. Raumflug), Missionsspezialist
- Joseph Tanner (4. Raumflug), Missionsspezialist
- Heidemarie Stefanyshyn-Piper (1. Raumflug), Missionsspezialistin

Jett und Tanner waren bereits bei STS-97 gemeinsam im All gewesen.

## Missionsüberblick
Mit dieser Shuttle-Mission wurde erstmals wieder seit STS-113 im November 2002 die Internationale Raumstation (ISS) weiter ausgebaut. Hauptnutzlast war der P3/P4-Träger mit den Solarmodulen 2A und 4A. Dieser Kollektor ist das zweite von vier geplanten Paneelen, die die Energie für die ISS liefern. Bei drei Außenbordtätigkeiten wurde das Segment P3/P4 montiert. Zudem wurden 360 Kilogramm Ausrüstung und 470 Liter Wasser zur Station und 490 Kilogramm nicht mehr benötigter Teile (abgeschlossene Experimente, Ausrüstung, Müll) wieder zurück zur Erde gebracht.

## Vorbereitungen
Ursprünglich, als die Mission für Mai 2003 geplant war, wollte die NASA die Endeavour als Orbiter einsetzen. Nach dem Unglück der Columbia im Frühjahr 2003 entschied die US-Raumfahrtbehörde, die Endeavour zu modernisieren – seit dem Dezember des Jahres wurde die Fähre am Kennedy Space Center (KSC) umgebaut.
Die Erfahrungen während STS-114 führten dazu, dass man sich im August 2005 entschloss, bis zur nächsten Mission noch ein Jahr zu warten. Dadurch konnte die Discovery für beide „Return-to-Flight“-Missionen eingesetzt werden. Andererseits wurde es damit möglich, die etwas modernere Atlantis die STS-115-Mission durchführen zu lassen. Dieser Orbiter sollte eigentlich für den zweiten Testflug (STS-121) im Herbst 2005 eingesetzt werden und war sogar schon für den Start montiert worden.
Während der Vorbereitungen auf die Mission STS-115 wurde ein neues Verfahren zur Montage der Füllstreifen zwischen den Hitzeschutzkacheln entwickelt. Dieses soll verhindern, dass Streifen beim Start verschoben werden, aus dem Hitzeschild herausragen und so zu aerodynamischen Veränderungen an der Unterseite des Orbiters führen können, wie dies bei STS-114 geschehen war.

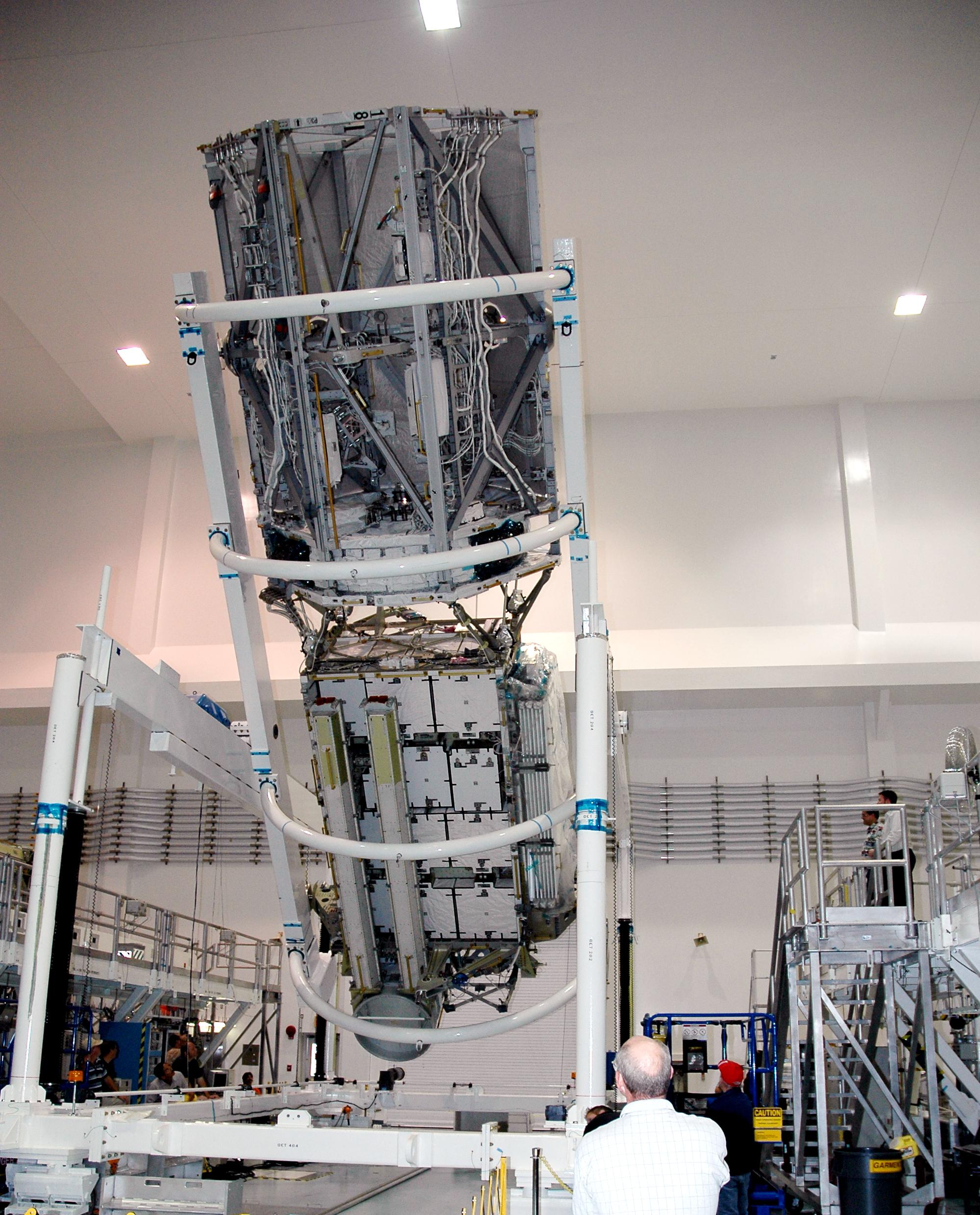
Der P3/P4-Träger im Mai 2005

Anfang Juni 2006 wurde im Vehicle Assembly Building (VAB) mit dem Zusammenbau der Feststoffraketen begonnen, der drei Wochen später abgeschlossen war. Der Außentank für die Atlantis kam in der zweiten Juniwoche in Florida an. So sollte im Falle einer Havarie der Mission STS-121 schon Mitte August ein Rettungsflug möglich sein. Dieser hätte dann die Missionsbezeichnung STS-300 getragen.
Der Außentank konnte nicht vollständig fertiggestellt werden, da eine rasche Verfügbarkeit gefordert war. So mussten beispielsweise die Füllstandsmesser (ECO-Sensoren) ausgetauscht werden. Der Hersteller Lockheed Martin schickte mehrere Dutzend Mitarbeiter von Louisiana zum KSC, um die letzten Arbeiten vor Ort ausführen zu lassen.
Unachtsamkeit führte dazu, dass der externe Tank am 19. Juni beschädigt wurde. Arbeiter stießen mit einer transportablen Arbeitsbühne gegen den Tank. Ein etwa ein Zentimeter starkes Stück Isolierschaum splitterte ab. Beim Ausbessern der Stelle tropfte Wasser aus der Isolierung. Vermutlich stammte das Wasser vom August 2005, als der Hurrikan Katrina die Werkshallen bei New Orleans verwüstet hatte. Es wurde ein kleines Loch in die Isolierung gebohrt, damit das Wasser abfließen konnte. Anschließend wurde es verspachtelt.
Nachdem die vorbereitenden Arbeiten am Orbiter abgeschlossen waren, wurde die Atlantis am 24. Juli 2006 in das VAB überführt. Dort erfolgte der Zusammenbau mit dem Außentank und den beiden Feststoffraketen. Das System wurde am 2. August zur 6,8 Kilometer entfernten Startrampe 39B gerollt, nachdem das Vorhaben zwei Mal wegen schlechten Wetters verschoben werden musste.
Anfang August wurde die Nutzlast, die Gitterstruktur P3/P4, in den Frachtraum der Atlantis verladen und eine Woche später führte die Besatzung die abschließende Countdown-Generalprobe durch. Nach der zweitägigen Flugbereitschaftsabnahme, dem sogenannten Flight Readiness Review, wurden am 16. August alle Systeme der Atlantis für startbereit erklärt. Gleichzeitig wurde der 27. August, der vorläufige Starttermin, bestätigt.
Die NASA ordnete am 18. August eine zweitägige Reparatur an, weil nicht eindeutig nachprüfbar war, ob die Ku-Band-Antenne ordnungsgemäß befestigt war. Die Antenne befindet sich an der Steuerbordseite der Nutzlastbucht direkt hinter dem Cockpit und ist für den Hauptteil der Kommunikation zwischen Raumfähre und Bodenstation zuständig. Obwohl die 150-Kilogramm-Antenne seit dem Jungfernflug des Orbiters nie Probleme bereitet hatte, ergab eine kurz zuvor durchgeführte Überprüfung der Begleitpapiere, dass nicht sicher war, dass die vier Befestigungsschrauben die vorgeschriebene Länge hatten. NASA-Techniker vermuteten, dass zwei Schrauben kürzer seien und damit ein Losbrechen der Antenne beim Start möglich wäre, was katastrophale Folgen haben könnte. Diese sehr schwierige Reparatur wurde am 20. August erfolgreich abgeschlossen.

## Missionsverlauf

### Erster Startversuch

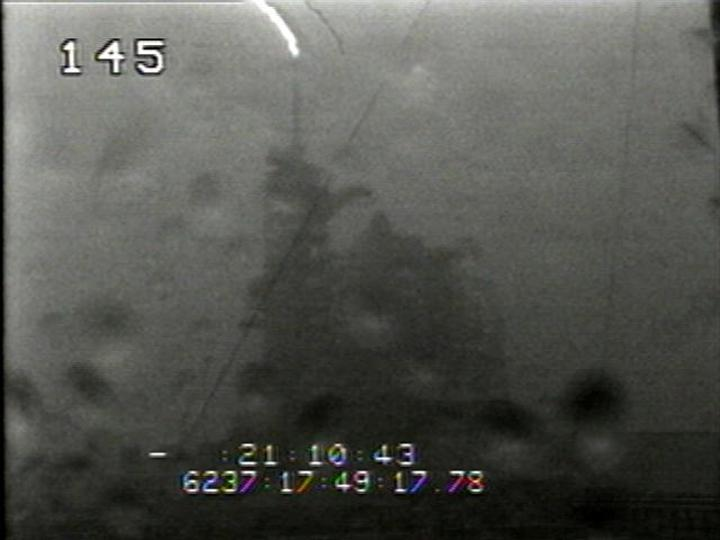
Bei einem Unwetter in der Nacht traf ein Blitz den Blitzableiter von Pad 39-B.

Der Countdown begann am 24. August 2006. Zuvor traf die Crew am Kennedy Space Center in Florida ein. Zu Beginn des Countdowns wurden die Wetteraussichten von der NASA als gut bezeichnet, es bestehe eine 70-prozentige Chance für gutes Wetter. Bis einen Tag vor dem geplanten Start schrumpfte diese Chance auf 40 Prozent. Zudem wurde die Startrampe am 25. August von einem Blitz getroffen, deshalb mussten verschiedene Systeme am Orbiter nochmals überprüft werden, was zu Verzögerungen führte. Aus diesen Gründen wurde der Start zunächst um einen Tag, später um einen weiteren Tag verschoben.

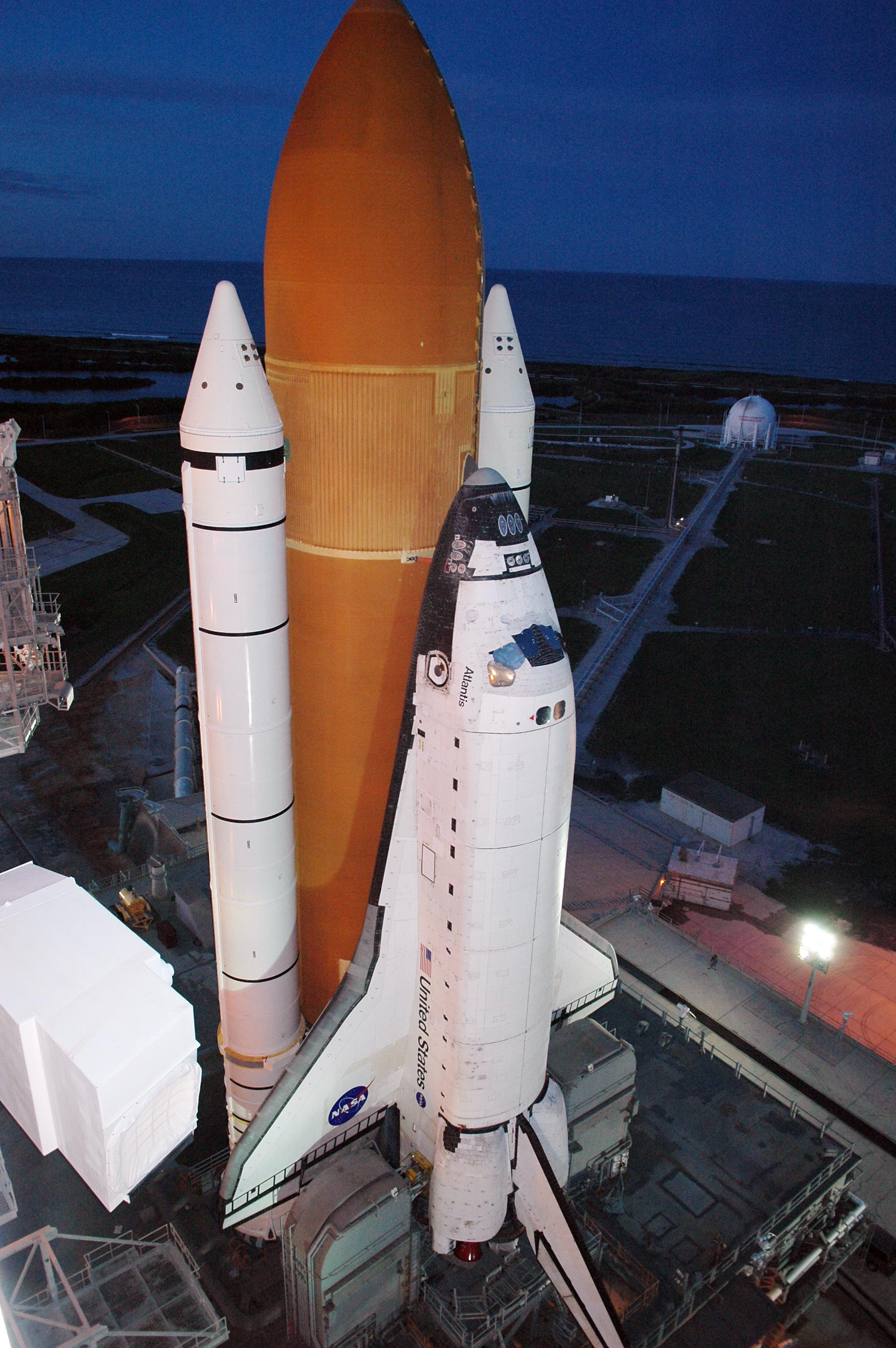
Atlantis am 29. August

Die NASA hatte noch am 27. August befürchtet, den Start bis Ende Oktober verschieben zu müssen, da der Tropensturm Ernesto an Florida heranrückte. Einen Tag später wurde entschieden, den Shuttle am 29. August in die sichere Montagehalle (VAB) zurückzufahren. Kurz vor Erreichen des VAB wurde die Fähre jedoch angehalten und zurück zur Startrampe transportiert. Die Meteorologen hatten inzwischen Entwarnung gegeben; der Tropensturm würde nach den jüngsten Wettervorhersagen keine Gefahr für die Raumfähre darstellen, da sich Ernesto abgeschwächt hatte, hieß es. Ein neuer Starttermin wurde zunächst nicht mitgeteilt.
Ursprünglich war das Startfenster nur bis zum 7. September geöffnet, wobei es täglich eine Startmöglichkeit von zehn Minuten Dauer gab. Die NASA hatte zwar (theoretisch) die Möglichkeit, den Shuttle bis zum 13. September zur ISS zu schicken, jedoch hätte ein Start nach dem 7. September bedeutet, dass Roskosmos den ursprünglich für den 14. September geplanten Flug von Sojus TMA-9 hätte verschieben müssen. Man wollte aber vermeiden, dass Shuttle und Sojus gleichzeitig an der ISS angedockt sind, da aus Sicherheitsgründen eines der Raumschiffe nicht an die Station anlegen darf, solange das andere angekoppelt ist. Außerdem hätte ein Start nach dem 18. September bedeutet, dass die Sojus-TMA-8-Kapsel bei Nacht hätte zur Erde zurückkehren müssen, was man verhindern wollte.
Die NASA und Roskosmos vereinbarten schließlich am 30. August, das Startfenster bis zum 8. September auszudehnen. Das wurde erreicht, weil Roskosmos den Start der Sojus-Rakete auf den 18. September verschob.
Als das Kennedy Space Center am 31. August wieder geöffnet wurde, nachdem der Sturm vorüber gezogen war, stellten die NASA-Techniker fest, dass die Schäden nur minimal waren. Umgehend wurden die Vorbereitungen für den Start wieder aufgenommen und mit dem 6. September ein neuer Termin festgesetzt.

### Zweiter Startversuch
Am 3. September begann der zweite Countdown dieser Mission. Mit 76 Stunden war er dieses Mal sechs Stunden länger, um den Ingenieuren mehr Zeit zu geben, um auf unerwartete Probleme reagieren zu können. Am Vortag war die sechsköpfige Besatzung am Kennedy Space Center eingetroffen. Der Starttermin wurde nach der Wiederaufnahme des Countdowns wegen technischer Probleme mit der Kühlmittelpumpe in einer der drei Brennstoffzellen erneut zwei Mal verschoben und schließlich auf den 8. September festgesetzt. Am 7. September entschied die NASA, am geplanten Termin festzuhalten, obwohl das Problem mit der Brennstoffzelle noch nicht gelöst war. Die Entscheidung fiel nach langer Diskussion einstimmig.
Am 8. September wurde zusätzlich ein Problem mit einem der ECO-Treibstoffsensoren im Außentank festgestellt. Weniger als eine Stunde vor dem geplanten Termin wurde der Start erneut abgesagt und um 24 Stunden verschoben. Um die Mission nicht bis Ende Oktober verschieben zu müssen, entschied die NASA, am 9. September einen weiteren Startversuch zu unternehmen.

### Start und Kopplung

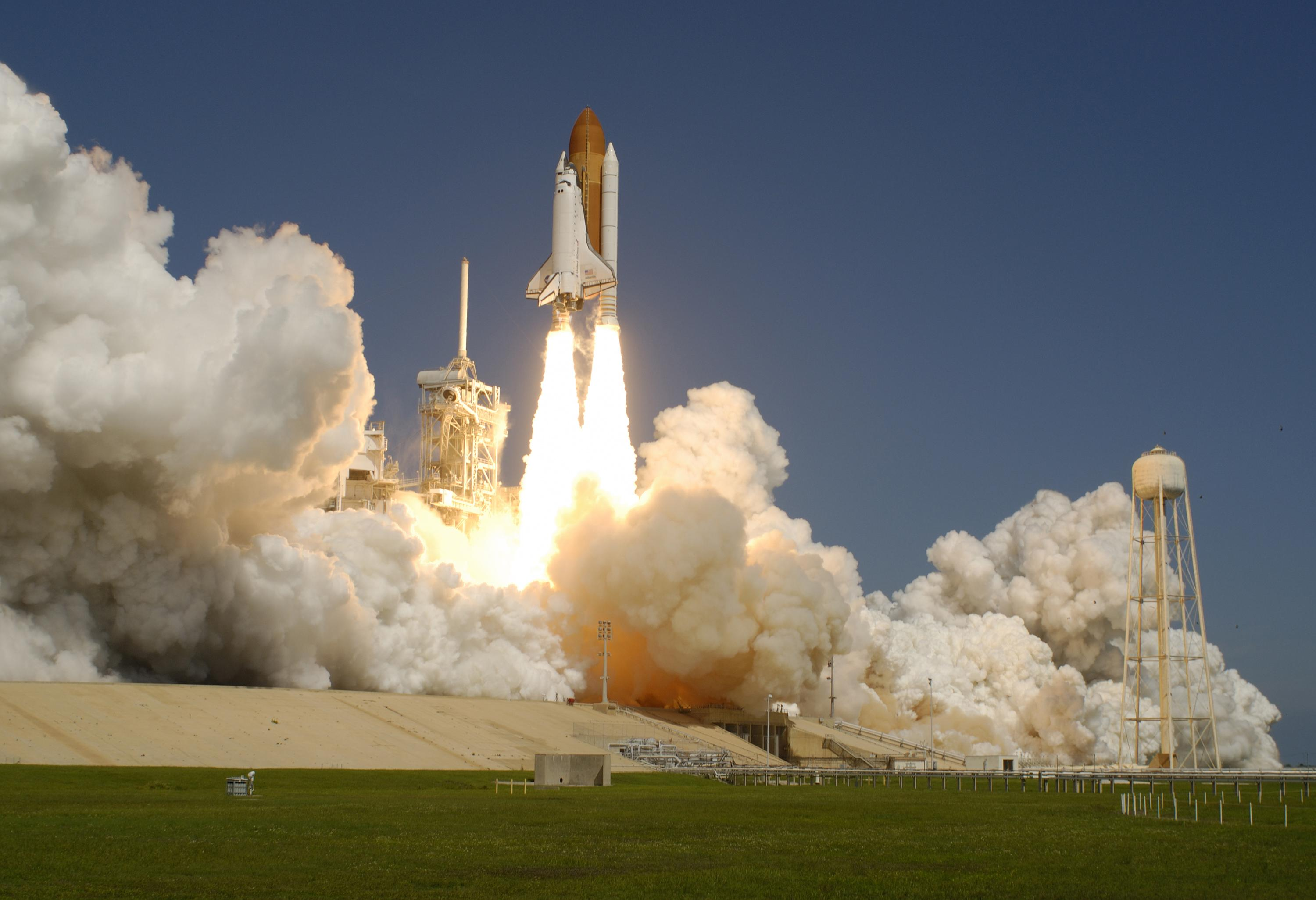
Start von STS-115

Der Start der 116. Shuttle-Mission erfolgte am 9. September 2006 um 15:14:55 UTC.
Der zweite Flugtag und damit der erste volle Tag im All begann mit dem traditionellen Wecksong für die Astronauten. Gespielt wurde „Moon River“ für den Kommandanten Brent Jett. 18 Stunden nach dem Start begann die Mannschaft, die Raumfähre mit dem OBSS-Inspektionsarm auf mögliche Beschädigungen zu überprüfen.
Einen Großteil des Arbeitstages verbrachten die Astronauten damit, vor allem die Flügelvorderkanten und die Orbiternase zu inspizieren.
Diese erste Untersuchung ergab, dass kein Defekt an dem sensiblen Hitzeschild festgestellt werden konnte, obwohl sich beim Start Stücke des Isolierschaums vom Außentank gelöst hatten.
Am 11. September um 10:48 UTC koppelte das Shuttle an die Internationale Raumstation (ISS) an. Zuvor hatte die Atlantis in 180 Meter Entfernung eine langsame Drehung um 360° über die Querachse vollführt, um der ISS-Besatzung die Möglichkeit zu geben, hochauflösende Aufnahmen von der Unterseite des Orbiters anfertigen zu können. Gut eineinhalb Stunden nach der Kopplung wurden um 12:30 UTC die Luken zwischen ISS und Shuttle geöffnet.

### Arbeiten auf der ISS

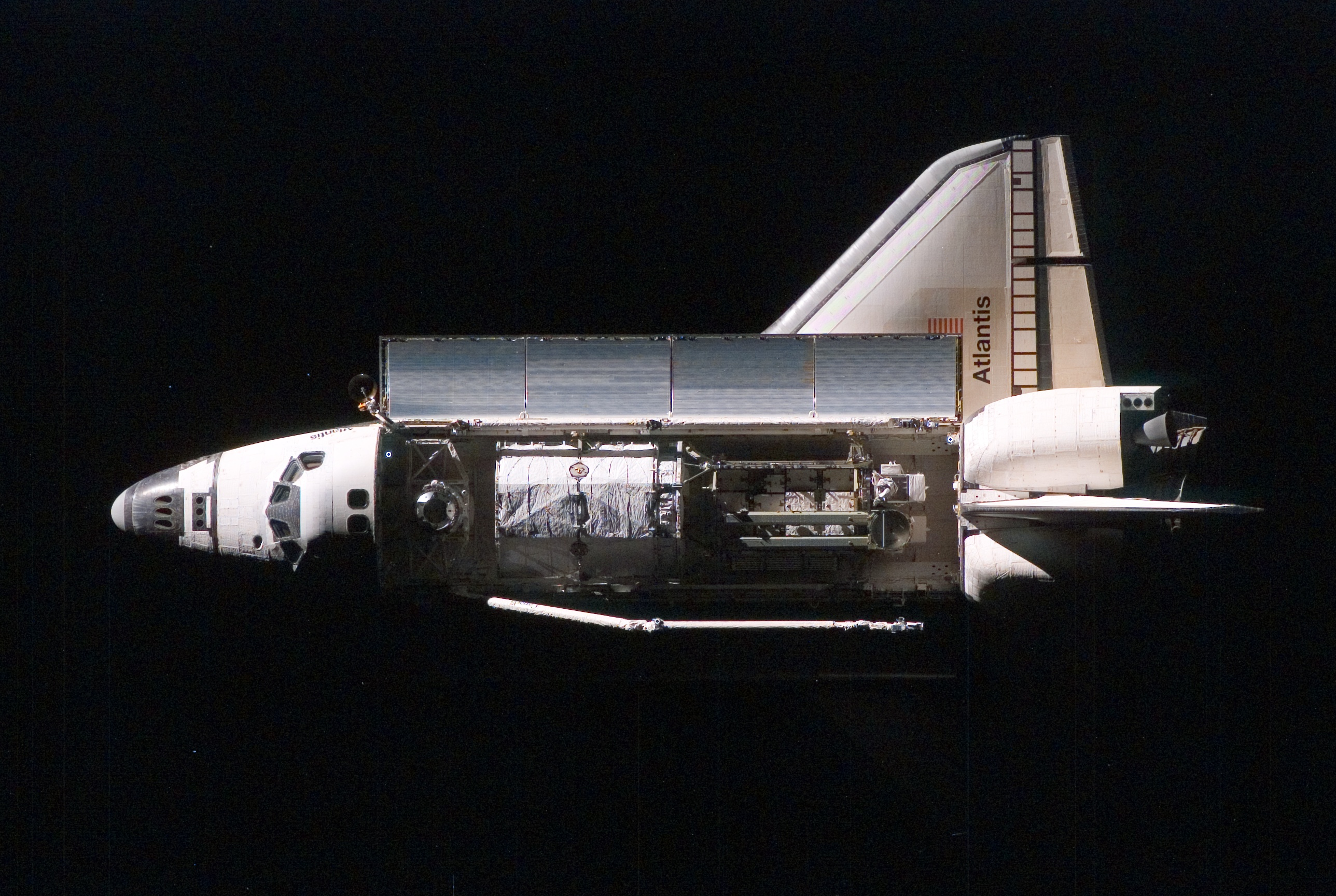
Blick in die geöffnete Nutzlastbucht

Drei Stunden nach dem Andocken wurde die Gitterstruktur P3/P4 gegen 13:45 UTC mit dem Greifarm des Orbiters aus dessen Nutzlastbucht gehoben. Um 14:52 UTC wurde die Struktur dem ISS-Roboterarm übergeben, an dem sie bis zum nächsten Tag verblieb. Gesteuert wurde der Arm der Station von Missionsspezialist Steve MacLean, der die Übergabe als „kanadischen Handschlag“ bezeichnete, weil beide Manipulatoren aus Kanada stammen.
Bei dieser Mission kam erstmals ein Verfahren zum Einsatz, das die Vorbereitung auf Weltraumausstiege (EVAs) vereinfachen und verkürzen soll. Bisher atmeten die Shuttle-Astronauten einige Stunden vor der EVA reinen Sauerstoff bei vermindertem Luftdruck (703 hPa) ein, bevor sie ihre Raumanzüge anlegten. Diesmal erprobte die NASA ein Vorgehen, das sie als „kampieren“ bezeichnet. Dazu begaben sich die beiden Astronauten am Vorabend der EVA zum Schlafen in die US-Luftschleuse Quest. Während der Nachtruhe wurde so der im Gewebe gebundene Stickstoff eliminiert, um der Dekompressionskrankheit vorzubeugen. Das spart wertvollen Sauerstoff (es muss nicht eine ganze Sektion abgeschottet werden) und Zeit, weil die notwendige Vorbereitung fast nebenbei geschieht. Bereits im Frühjahr 2006 sollte das Verfahren auf Tauglichkeit getestet werden, als William S. McArthur und Jeff Williams eine Nacht im Quest-Modul verbrachten. Der Versuch musste jedoch abgebrochen werden, nachdem die Raumfahrer durch zwei Fehlalarme geweckt wurden.

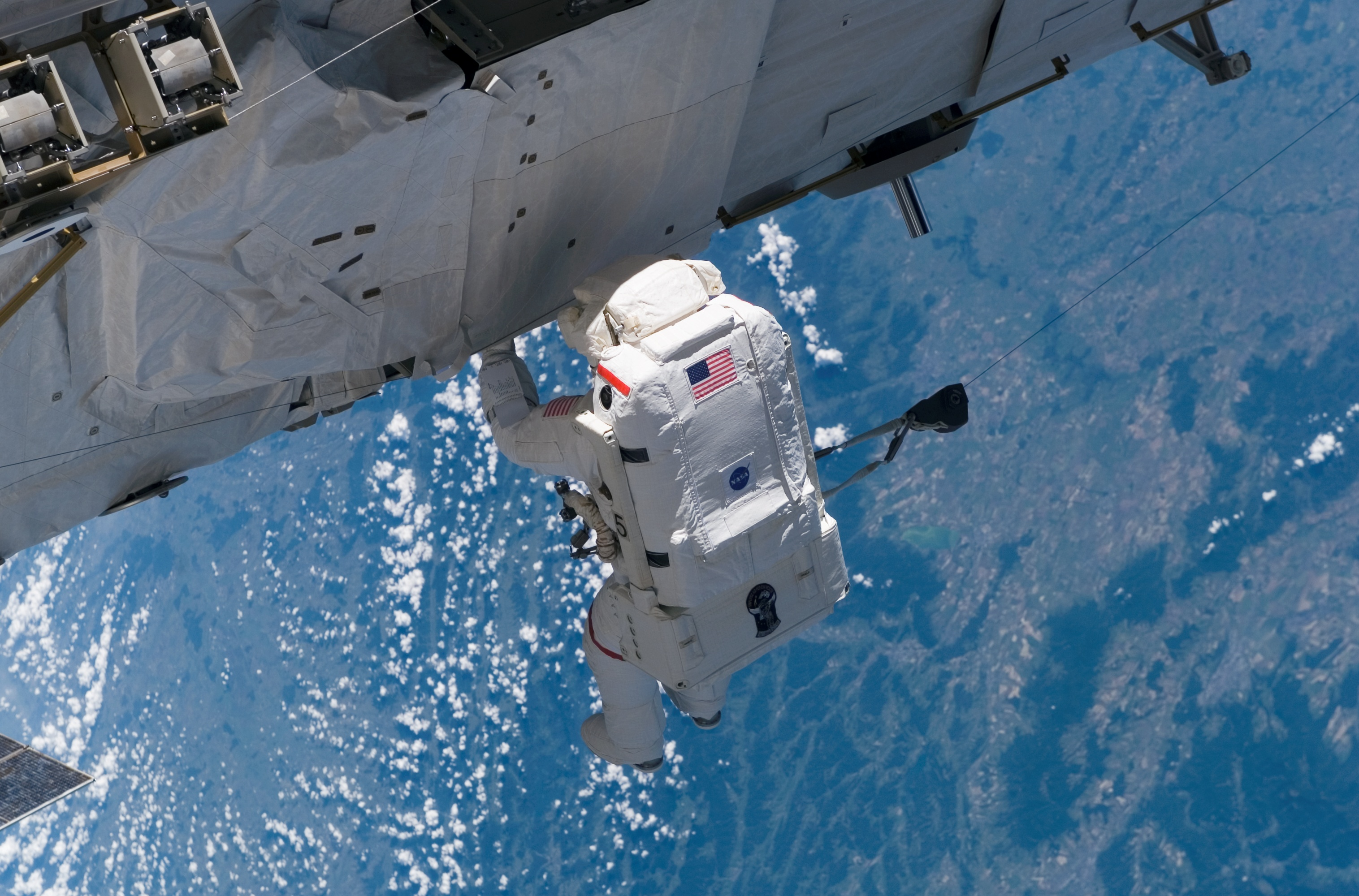
Tanner beim Außenbordeinsatz

Am vierten Flugtag (12. September) stand die erste von drei geplanten Außenbordarbeiten (EVAs) auf dem Programm. Nachdem die beiden Astronauten Stefanyshyn-Piper und Tanner ihre Raumanzüge um 9:17 UTC auf interne Stromversorgung geschaltet hatten, verließen sie die ISS über das Quest-Modul. Zuvor war die angelieferte Gitterstruktur P3/P4 vom Canadarm2 an ihre endgültige Position gebracht worden. Als um 7:48 UTC die letzte von vier großen Halteklammern einrastete war das neue Segment fest mit dem P1-Träger verbunden. Tanner und Stefanyshyn-Piper verbanden in knapp sechseinhalb Stunden die 17 Strom- und Datenkabel zwischen den Auslegern und entfernten Schutzverkleidungen. Zudem brachten sie die Kästen mit den beiden zusammengefalteten Solarmodulen in die zum Ausfahren erforderliche Position. Die zwei Missionsspezialisten arbeiteten so zügig, dass sie sogar einige der für den nächsten Tag anstehenden EVA-Aufgaben ausführen konnten. Nur einmal war Tanner unaufmerksam und ließ eine Schraube davonschweben. Er hatte gerade eine Abdeckplatte entfernt, als er mit dem Schrauber abrutschte und die Schraube samt Unterlegscheibe im All verschwand. Der Ausstieg endete nach 6 Stunden und 26 Minuten um 15:43 UTC.
Die zweite EVA der Mission begann 24 Stunden nach der ersten. Diesmal arbeiteten Dan Burbank und Steve MacLean am neuen Ausleger der Raumstation. Die beiden Astronauten verließen am 13. September gegen 9:05 UTC die Luftschleuse Quest. Sie bereiteten in sieben Stunden die beiden Solarpaneele auf ihre Arbeit vor. Burbank und MacLean entfernten die Schutzverkleidung und die Transportbefestigungen. Vor allem justierten sie den Sonnennachführungsmechanismus. Diese kurz SARJ (Solar Alpha Rotary Joint) genannte Vorrichtung sorgt dafür, dass die beiden Solarpaneele immer der Sonne nachgeführt werden. Eine der sechs Sicherungsschrauben des SARJ saß so fest, dass erst die gemeinsame Muskelkraft beider EVA-Arbeiter sie lösen konnte. Wie Kollege Tanner beim ersten Ausstieg ging auch diesmal den beiden Missionsspezialisten eine Schraube verloren, als sie einen Wärmeschutz entfernten. Das Stück schwebte davon und geriet allerdings nicht in die SARJ-Mechanik, was zu dessen Ausfall hätte führen können. Die EVA endete nach 7 Stunden und 11 Minuten um 16:16 UTC.

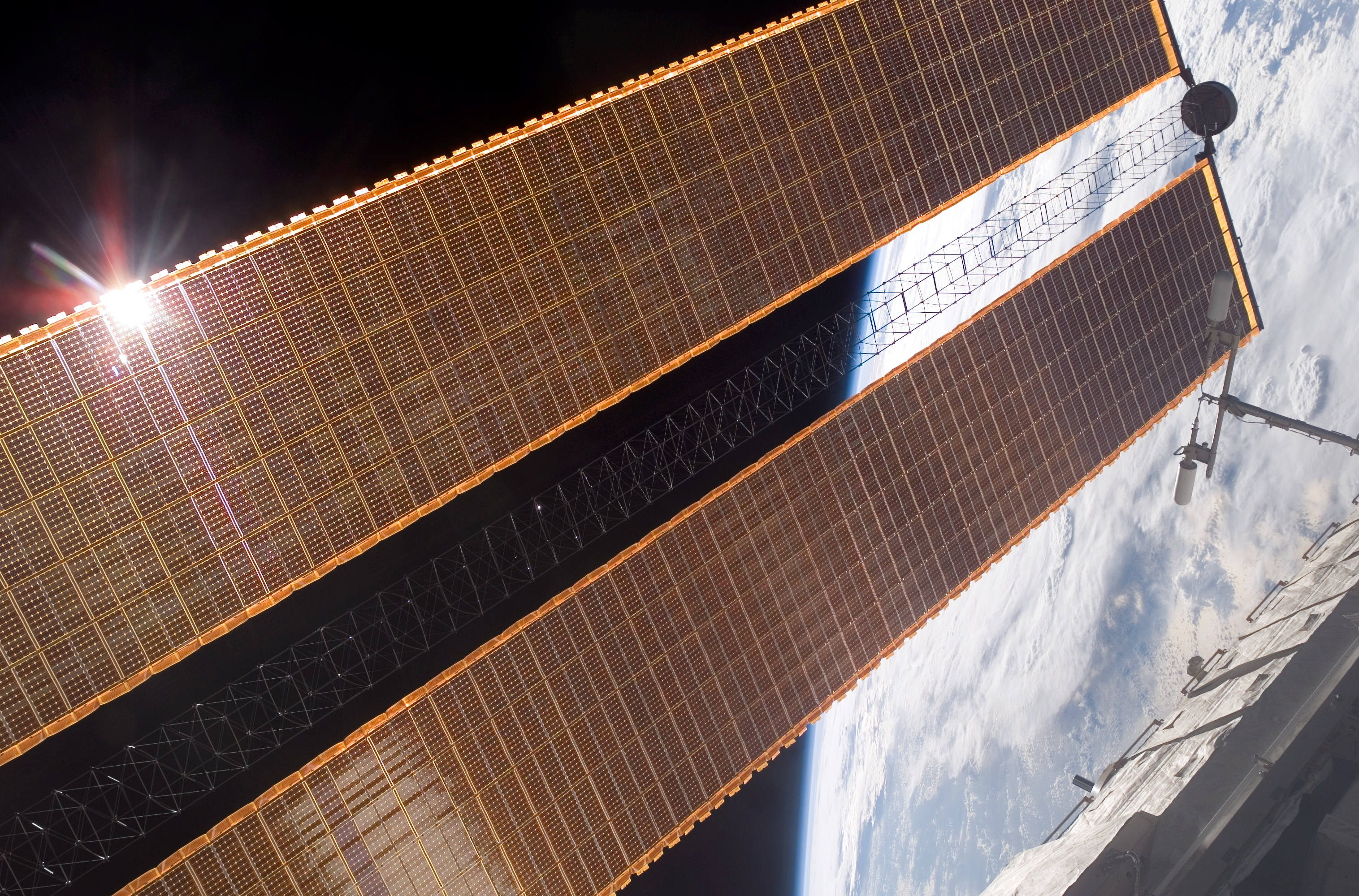
Ein arbeitsbereites Solarpaneel

Am sechsten Flugtag (14. September) wurden die Solarzellenflächen entfaltet. Damit sich die Paneele während des Aufklappens nicht verkanten, ging man schrittweise vor. Zunächst begannen die Ingenieure im Kontrollzentrum gegen 9:00 UTC, das Backbordmodul 4A bis zur Hälfte auszufalten. Anschließend ging man mit dem Steuerbordpaneel 2A genauso vor. Um 11:08 UTC war Solarmodul 4A vollständig ausgefahren, 2A war um 12:44 UTC komplett entfaltet. Das Entrollen begann 70 Minuten später als vorgesehen, weil einer der beiden SARJ-Motoren Schwierigkeiten bereitet hatte. Nachdem die Nachführungseinheit am Vortag für ihre Aufgabe vorbereitet worden war, hatte die Bodenkontrolle in Houston deren Ausrichtung getestet. Dabei war ein Softwareproblem in einem der Steuerungsmotoren aufgetreten.

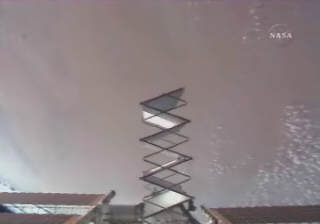
Der Radiator wird ausgeklappt

Am 15. September stiegen Stefanyshyn-Piper und Tanner zum dritten Außeneinsatz der Mission aus. Sie konnten die Luftschleuse aber erst mit 45-minütiger Verspätung verlassen. Während die beiden Missionsspezialisten wie bereits drei Tage zuvor in Quest „kampierten“, hatte es Probleme mit der Stromversorgung des Moduls gegeben. Die Pumpe zur Regulierung des Luftdrucks fiel für kurze Zeit aus. Um 10:00 UTC konnten schließlich Tanner und Stefanyshyn-Piper die letzte EVA der Mission beginnen. Auf dem Programm standen letzte Arbeiten an den neuen Solarzellenflächen sowie die Bergung des MISSE-Behälters, ein Grundlagenforschungsexperiment, das sich seit Anfang August 2005 am P6-Träger befand. Um 13:05 UTC ließen sie den Radiator des Solarmoduls P4 ausfahren und ersetzten danach eine defekte Antenne am S1-Element. Zudem montierten sie eine Antenne, die die Qualität der Fernsehbilder der Astronautenhelmkameras verbessern soll. Der Ausstieg endete um 16:42 UTC nach 6 Stunden und 42 Minuten.
Der achte Missionstag (16. September) begann für die Astronauten mit einer arbeitsfreien Zeit. Im weiteren Verlauf des Tages wurde Fracht umgeladen und die obligatorische gemeinsame Pressekonferenz beider Mannschaften abgehalten.

### Rückkehr

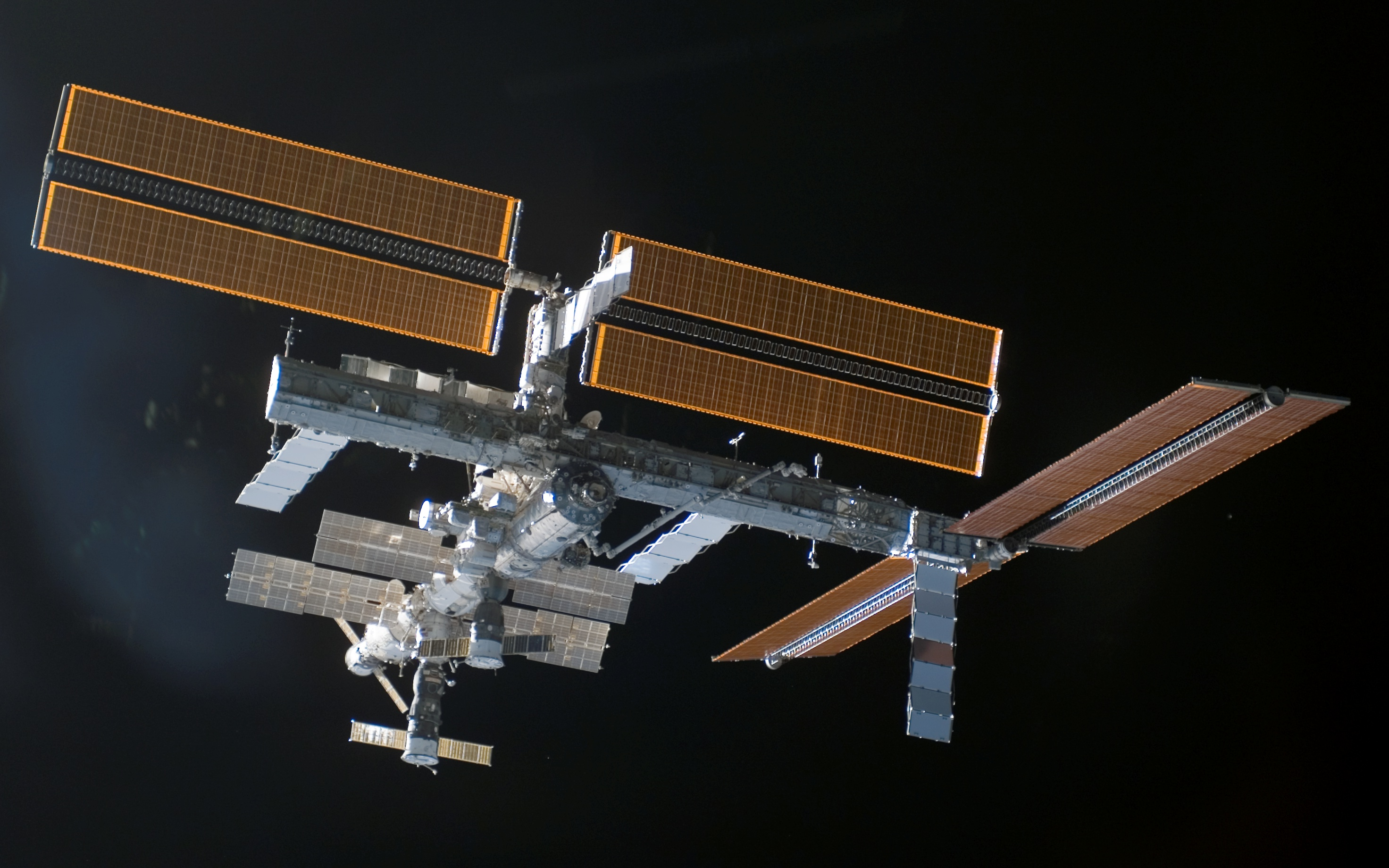
ISS fotografiert nach dem Ablegen der Atlantis. Rechts ist der neue Träger zu sehen.

Am 17. September um 10:27 UTC wurden die Schotts zwischen der ISS und der Atlantis geschlossen. Es folgte ein Dichtigkeitstest zwischen den beiden Raumschiffen. Außerdem bedankte sich die Mannschaft des Shuttles beim Kontrollzentrum für die gute Arbeit. Nach 6 Tagen, 2 Stunden und 2 Minuten koppelte der Orbiter um 12:50 UTC von der Raumstation ab. Bevor sich der Orbiter endgültig von der Station trennte, flog er in 120 Metern Entfernung einmal um die ISS herum. Dabei machte die Besatzung detaillierte Foto- und Videoaufnahmen und konnte das Ergebnis ihrer Arbeit begutachten.
Wie bereits zu Beginn des Fluges überprüfte die Besatzung am zehnten Flugtag (18. September) erneut den Hitzeschild ihres Raumschiffes. Dazu wurde der 15 Meter lange OBSS-Inspektionsarm verwendet, der mit dem Robotarm des Shuttles verbunden wurde. Auf diese Weise sollte sichergestellt werden, dass die Atlantis während ihres Aufenthalts im Orbit nicht von Mikrometeoriten getroffen wurde. Die mehrstündige Prozedur ergab keine Schäden.
15 Stunden nachdem sich die Atlantis von der Station getrennt hatte, startete vom Kosmodrom Baikonur die neue Langzeitbesatzung zur ISS.
Nur sieben Stunden später hatte die Besatzung der Raumstation mit einem defekten Elektron-Sauerstoffgenerator zu kämpfen. Aus dem Gerät war etwas Kalilauge entwichen und hatte einen merkwürdigen Geruch verbreitet, der die drei Raumfahrer alarmierte. Die Situation war nach einer Dreiviertelstunde wieder normal.

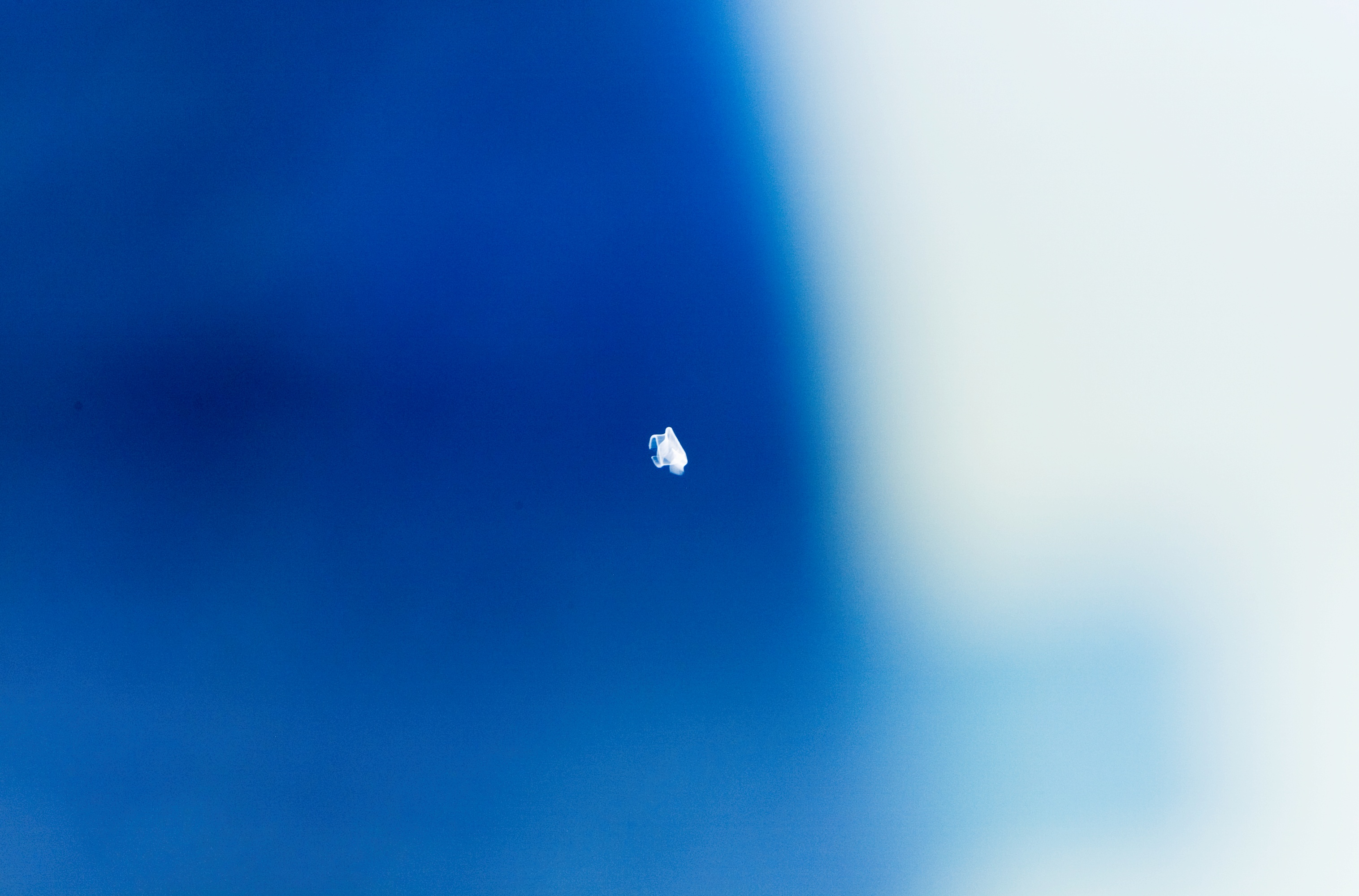
Eines der unbekannten Objekte

Am 19. September bereitete sich die Besatzung des Orbiters auf die bevorstehende Rückkehr vor, bis die Astronauten gegen 14:45 UTC von der Flugleitung informiert wurden, dass die für den nächsten Tag geplante Landung verschoben werden müsse. Schlechtes Wetter und ein mysteriöses Flugobjekt, das bei der Sichtung von Videoaufnahmen in unmittelbarer Nähe des Orbiters entdeckt worden war, zwangen die NASA die für den 20. September vorgesehene Landung um 24 Stunden zu verlegen. Worum es sich bei dem Gegenstand handelte, wisse man nicht, erklärte die Bodenkontrolle.
Das gegen 6:45 UTC aufgezeichnete Objekt war klein, dunkel, rechteckig und flog mit gleicher Geschwindigkeit und gleicher Richtung unterhalb der Fähre. Eine Kamera in der geöffneten Nutzlastbucht der Atlantis hatte das Objekt gefilmt, das zwischen dem Orbiter und der Erde flog. Neun Stunden später berichtete die Mannschaft von einem weiteren Objekt, das der Missionsspezialist Dan Burbank mit eigenen Augen gesehen hatte und das fotografiert werden konnte. Es sei ebenfalls „ziemlich klein“ gewesen und hätte sich vom Shuttle fortbewegt. Houston beschloss, die Landung um einen Tag zu verschieben, weil man herausfinden wollte, welchen Ursprung diese Objekte hatten. Die Techniker der NASA vermuten, dass es sich um Teile handelte, die sich vom Raumschiff gelöst hatten. Die Frage sei jedoch, ob sie von lebenswichtigen Bereichen wie etwa dem Hitzeschild stammten.
Für den zwölften Flugtag (20. September) wurde deshalb eine erneute Inspektion des Orbiters angeordnet. Bereits während der vorangegangenen Schlafperiode der Astronauten hatten die NASA-Ingenieure mit einer ersten Überprüfung begonnen: Der Robotarm der Fähre (RMS) war über der offenen Nutzlastbucht positioniert worden. Mit den RMS-Kameras suchte man den oberen Bereich der Raumfähre ab. Kurz nach dem morgendlichen Weckruf begann die Besatzung mit der eingehenden Begutachtung des Raumschiffzustands. Dazu wurden nur der RMS und dessen Kameras verwendet. Das Flugleitzentrum war der Meinung, dass deren Auflösung hoch genug sei, um Veränderungen an der Fähre in der Größenordnung der zuvor gesichteten Objekte ausmachen zu können. Die Inspektion ging nach viereinhalb Stunden ergebnislos zu Ende.
Um sicherzugehen, dass nichts übersehen wurde, wiederholte man die Prozedur mit dem Inspektionsarm. Gegen 13:15 UTC waren alle Gebiete abgetastet worden. Auch diese Begutachtung förderte nichts Ungewöhnliches an der Raumfähre zutage. Trotzdem wurden erneut drei umherfliegende Teile in der Umgebung der Atlantis beobachtet. Zur weiteren Analyse wurden alle Abtastdaten nach Houston übermittelt.

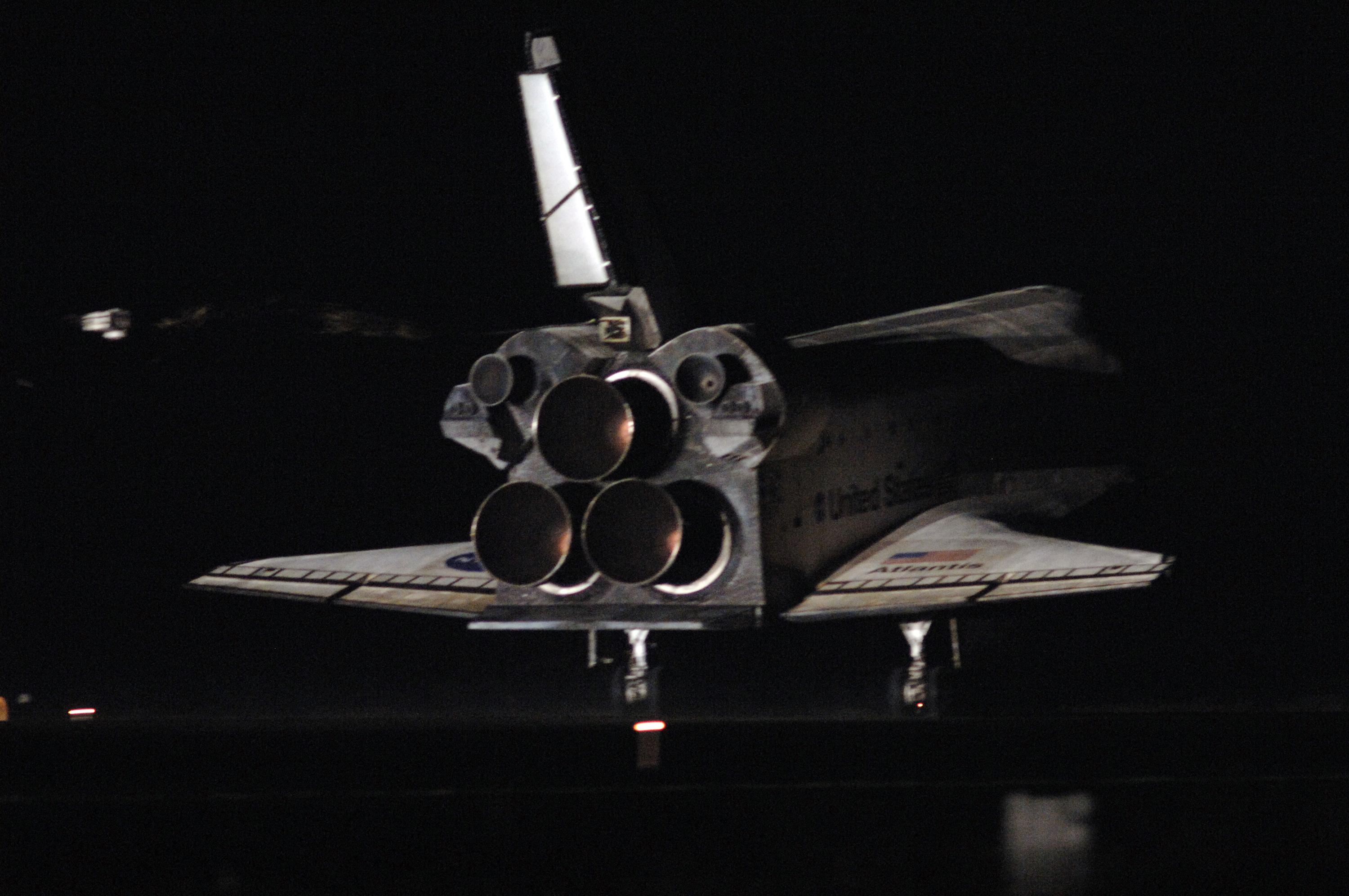
Landung der Atlantis

Gegen 15:45 UTC gab Wayne Hale, der Leiter des Shuttle-Programms, grünes Licht für eine Landung am nächsten Tag. Man habe die von der Mannschaft durchgeführten Inspektionen ausgewertet und festgestellt, dass die Atlantis (vor allem der Hitzeschild) in bestem Zustand sei. Hale erklärte, man habe zwar noch immer nicht die Ursache für die mysteriösen Objekte feststellen können, aber sie würden nicht von einem für den Wiedereintritt wichtigen Gebiet der Fähre stammen.
Nach zwölf Tagen in der Umlaufbahn leitete die Besatzung des Orbiters am 21. September die Rückkehr zur Erde ein. Planmäßig zündeten um 9:14 UTC über dem Indischen Ozean die Bremstriebwerke für zweieinhalb Minuten (Deorbit Burn). 52 Minuten vor Sonnenaufgang setzte die Atlantis pünktlich um 10:21:30 UTC auf Landebahn 33 des Kennedy Space Centers auf und kam eine Minute später zum Stehen. Die sechs Astronauten verließen eine dreiviertel Stunde später die Raumfähre. Noch am gleichen Nachmittag wurde die Atlantis in ihre Montagehalle (Orbiter Processing Facility) gerollt, wo sie für ihren nächsten Raumflug vorbereitet wurde.

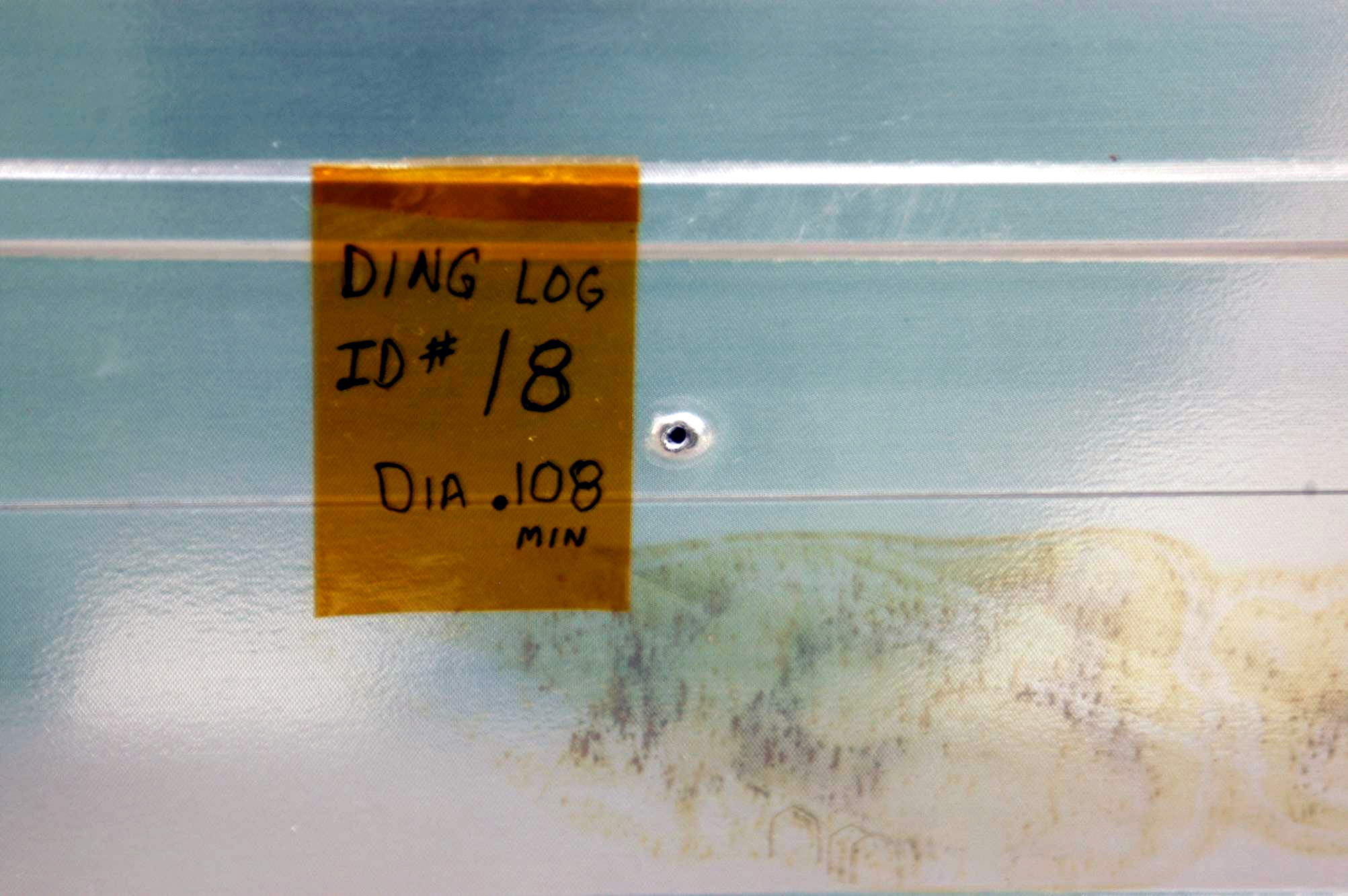
Mikrometeorit durchschlug Radiator

Am 6. Oktober gab die NASA bekannt, dass während der routinemäßigen Nachkontrolle des Orbiters im Kennedy Space Center eine Beschädigung durch einen Mikrometeoriten festgestellt wurde. Der Einschlag befand sich im Radiator der rechten Frachtraumtür und hatte einen Durchmesser von 2,7 Millimetern. Der Fremdkörper durchschlug das 13 Millimeter starke Aluminiumblech, während die Nutzlastbucht geöffnet war. Auf der anderen Seite trat er wieder aus, beschädigte dabei das Material in einem zweieinhalb Zentimeter breiten Bereich, hinterließ einen 7-Millimeter-Riss sowie ein winziges Loch von 0,8 Millimetern. Nach Angaben der NASA habe keine Gefahr für Mannschaft oder Raumfähre bestanden.